# Artur Wiśniewski

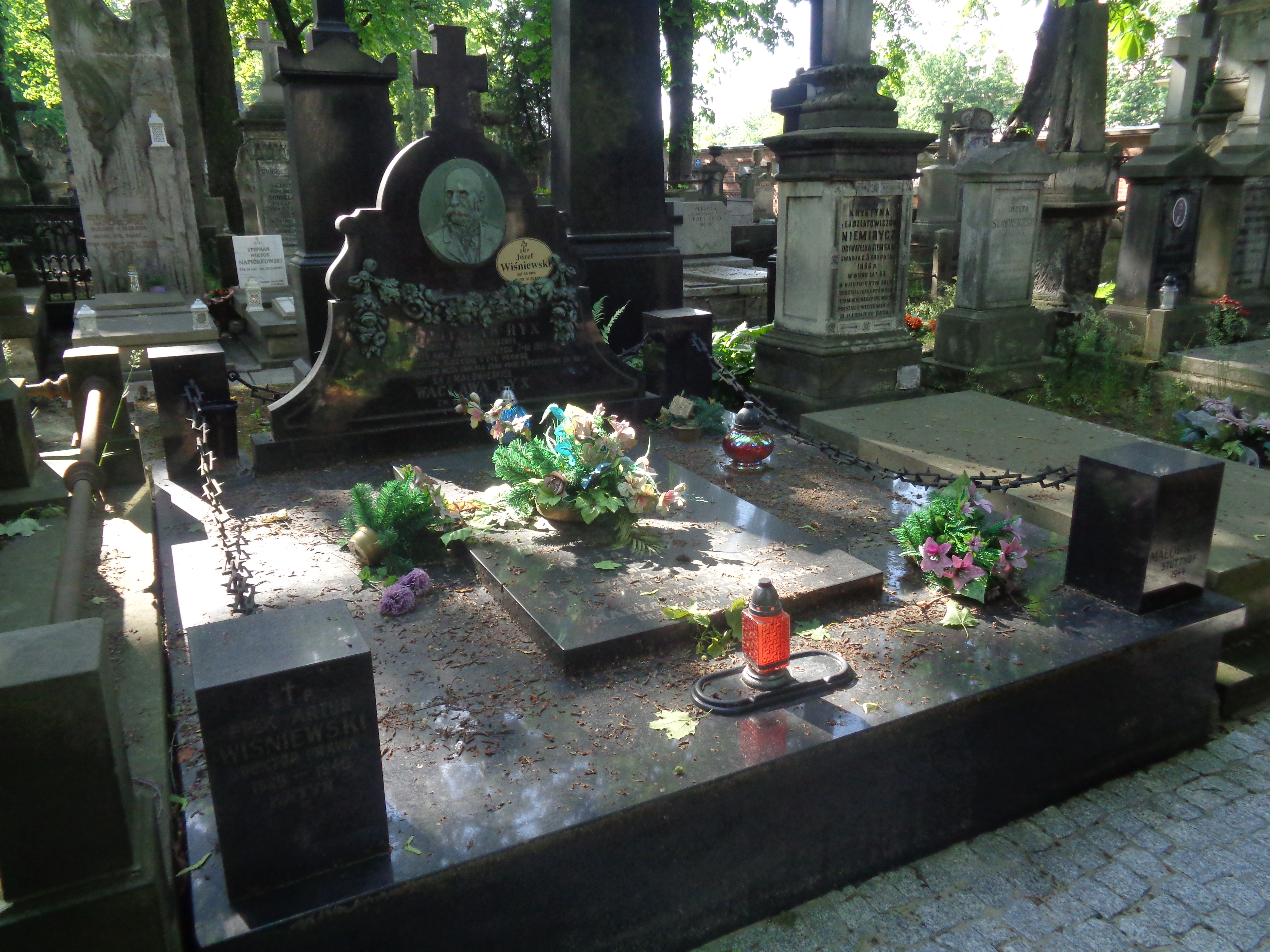
Grób Artura Wiśniewskiego i Józefa Małowieskiego na cmentarzu Powązkowskim

Artur Saturnin Adam Wiśniewski (ur. 14 grudnia 1889 we Lwowie, zm. wiosną 1940 w Katyniu) – doktor praw, podpułkownik audytor Wojska Polskiego, ofiara zbrodni katyńskiej.

## Życiorys
Urodził się jako syn Antoniego i Józefy z d. Pierackiej. Ukończył studia prawa na Wydziale Prawa Uniwersytetu Franciszkańskiego we Lwowie. Uzyskał tytuł doktora praw. 
Po odzyskaniu przez Polskę niepodległości został przyjęty do Wojska Polskiego i został przydzielony do służby sprawiedliwości. W 1920 został asystentem w Wojskowym Sądzie Okręgowym Nr I w Warszawie. Został awansowany na stopień kapitana ze starszeństwem z dniem 1 czerwca 1919 w korpusie oficerów sądowych. Od 1921 pełnił służbę na stanowisku kierownika Wojskowego Sądu Rejonowego w Siedlcach. 18 lutego 1928 został mianowany majorem ze starszeństwem z dniem 1 stycznia 1928 i 4. lokatą w korpusie oficerów sądowych. W kwietniu tego roku został przeniesiony do Dowództwa Floty w Gdyni na stanowisko doradcy prawnego. 21 czerwca 1933 Prezydent RP mianował go sędzią orzekającym w wojskowych sądach okręgowych, a minister spraw wojskowych przeniósł go do Wojskowego Sądu Okręgowego Nr V w Krakowie na stanowisko sędziego orzekajacego. 31 sierpnia 1935 Prezydent RP zwolnił go ze stanowiska sędziego orzekającego przy wojskowych sądach okręgowych i mianował prokuratorem przy wojskowych sądach okręgowych, a minister spraw wojskowych przeniósł go do Prokuratury przy Wojskowym Sądzie Okręgowym Nr VIII w Grudziądzu na stanowisko prokuratora. Na stopień podpułkownika został mianowany ze starszeństwem z 1 stycznia 1936 w korpusie oficerów sądowych. Od 1937 pracował w Departamencie Sprawiedliwości Ministerstwa Spraw Wojskowych w Warszawie. Do września 1939 był szefem Wydziału Spraw Karnych i Nadzoru Prokuratorskiego we wspomnianym departamencie.
Po wybuchu II wojny światowej 1939, kampanii wrześniowej i agresji ZSRR na Polskę został aresztowany przez sowietów. Był przetrzymywany w obozie w Kozielsku. Wiosną 1940 został przetransportowany do Katynia (nr listy wywozowej nr 017/2 z IV 1940) i rozstrzelany przez funkcjonariuszy Obwodowego Zarządu NKWD w Smoleńsku oraz pracowników NKWD przybyłych z Moskwy na mocy decyzji Biura Politycznego KC WKP(b) z 5 marca 1940. Został pochowany na terenie obecnego Polskiego Cmentarza Wojennego w Katyniu. Jego grób symboliczny znajduje się na cmentarzu Powązkowskim (kwatera 15-3-8,9).
Jego żoną była Maria z Małowieskich h. Gozdawa (1896–1933), z którą mieli syna Józefa.

## Upamiętnienie
5 października 2007 roku Minister Obrony Narodowej Aleksander Szczygło mianował go pośmiertnie do stopnia pułkownika. Awans został ogłoszony 9 listopada 2007 roku, w Warszawie, w trakcie uroczystości „Katyń Pamiętamy – Uczcijmy Pamięć Bohaterów”.
W 2009, w ramach akcji „Katyń... pamiętamy” / „Katyń... Ocalić od zapomnienia”, został zasadzony Dąb Pamięci honorujący Artura Wiśniewskiego przy Szkole Podstawowej w Żernikach Wrocławskich.

## Ordery i odznaczenia
- Złoty Krzyż Zasługi (19 marca 1931)[19]
- Krzyż za Obronę Śląska Cieszyńskiego II kl. (2 października 1919)[20]
- Medal Pamiątkowy za Obronę Śląska Cieszyńskiego